# Арборея
Арбория (итал. Arborea) — город в Италии, расположен в регионе Сардиния, подчинён административному центру Ористано (провинция).
Город построен в 1930 году по приказу Муссолини и до 1944 года назывался Муссолиния. Затем переименован в честь средневекового государства Арборея.
Население составляет 3927 человек, плотность населения составляет 34 чел./км². Занимает площадь 115 км². Почтовый индекс — 9092. Телефонный код — 00783.
Покровителем города считается San Giovanni Bosco. Праздник города ежегодно празднуется 31 января.